# Johan Emil Hagdahl
Johan Emil Hagdahl, född 19 april 1836 i Örberga socken, Östergötlands län, död 26 februari 1906 i Stockholm, var en svensk väg- och vattenbyggnadsingenjör.
Hagdahl, som var son till kamrer Henrik Hagdahl och Emma Natalia Suell, avlade studentexamen 1857 och utexaminerades från Högre artilleriläroverket på Marieberg 1861. Han blev löjtnant i Väg- och vattenbyggnadskåren 1864 och blev kapten där 1879, men tog avsked samma år. Han var nivellör vid statens järnvägsbyggnader 1857–1859 och 1861–1870. Han verkställde järnvägsundersökningar och innehade olika ingenjörsförrättningar 1871–1877 och 1892–1897. Han var verkställande direktör i Stockholms norra renhållningsbolag 1876–1892. Han var även konstsamlare, stiftande ledamot av Nordiska museet från 1880 och invaldes som ledamot av Vitterhetsakademien 1885.